# Ulrik Saltnes
Ulrik Saltnes, né le 10 novembre 1992 à Brønnøysund en Norvège, est un footballeur norvégien qui évolue au poste de milieu central au FK Bodø/Glimt.

## Biographie

### En club
Né à Brønnøysund en Norvège, Ulrik Saltnes est formé par le club local du Brønnøysund IL (en) avant de rejoindre le FK Bodø/Glimt. Il fait sa première apparition en championnat avec ce club, lors d'une rencontre de deuxième division de Norvège face au IL Hødd, le 22 avril 2012. Il entre en jeu à la place de Thomas Jacobsen (footballer) (en) lors de ce match perdu par son équipe, sur le score de deux buts à un.
Saltnes joue son premier match dans l'Eliteserien, l'élite du football norvégien, le 16 mai 2014 face au SK Brann. Il entre en jeu et son équipe l'emporte par deux buts à un.
Alors qu'il joue peu lors de la saison 2016 et ne parvient pas à s'imposer durablement en équipe première depuis plusieurs saisons, Saltnes songe sérieusement à arrêter sa carrière de footballeur. Kjetil Knutsen (en), arrivé en janvier 2017 en tant qu'entraîneur adjoint, le persuade de suivre un coach mental, en la personne de Bjørn Mannsverk, qui l'aide à retrouver de la motivation. Saltnes devient alors un élément important de l'équipe première,. Le 29 octobre 2017, il se fait remarquer en réalisant son premier triplé, lors d'une rencontre de championnat contre l'Åsane Fotball. Titularisé, il participe à la victoire de son équipe par six buts à zéro. Il contribue à la remontée du club en première division, un an après l'avoir quitté.
Lors de la saison 2020 Saltnes participe au sacre historique de son équipe, le FK Bodø/Glimt remportant le championnat de Norvège pour la première fois de son histoire.
Le 7 juillet 2021, Saltnes fait sa première apparition en Ligue des champions, lors d'une rencontre qualificative pour la phase de groupe 2021-2022 contre le Legia Varsovie. Il est titulaire et capitaine ce jour-là, mais son équipe s'incline par trois buts à deux.
Il est sacré Champion de Norvège une deuxième fois en 2021.
Lors de la saison 2023 Saltnes contribue au sacre de son équipe, remportant le championnat de Norvège pour la troisième fois dans sa carrière.

## Palmarès
FK Bodø/Glimt
- Championnat de Norvège (3) :
  - Champion : 2020, 2021  et 2023.
  - Vice-champion : 2022.
- Championnat de Norvège D2 (2) :
  - Champion : 2013 et 2017.
- Coupe de Norvège :
  - Finaliste : 2022 et 2023.